# Igor Bondarenco
Igor Bondarenco (28 giugno 1995) è un calciatore moldavo, centrocampista svincolato.

## Carriera
Ha debuttato tra i professionisti con la maglia dello Sheriff Tiraspol nel 2014, squadra in cui è cresciuto a livello giovanile. Successivamente viene mandato in prestito dapprima allo Speranța Nisporeni, successivamente tra le file del Tighina.
Svincolatosi dallo Sheriff, gioca brevemente per lo Sfîntul Gheorghe, prima di vestire la maglia del Florești, formazione in cui diventa titolare. Nel mercato invernale del 2022, passa al Milsami Orhei.

## Palmarès
- Campionato moldavo: 1

Sheriff Tiraspol: 2013-2014